# Waiting for Superman (canción)
Waiting for Superman es una canción coescrita por Chris Daughtry para el cuarto álbum de estudio de su banda Daughtry, Baptized. Fue lanzado como el sencillo principal del álbum el 17 de septiembre de 2013. La misma es una balada electropop, fue coescrita por Sam Holland y el cantante principal de Boys Like Girls, Martin Johnson. Este último también se desempeñó como productor discográfico.
El título y la letra de la canción son referencias al superhéroe del cómic Superman y contienen otras alusiones y metáforas del cómic, incluidas Lois Lane y Metrópolis.

## Promoción y lanzamiento
A principios de septiembre, Daughtry anunció en Twitter que los fanes podrían ayudar a armar la obra de arte del sencillo a través del sitio web oficial de la banda; esto los llevó a Hyperactive, una promoción en las redes sociales que les permitiría agregar su foto de perfil de Facebook o Twitter a la carátula del álbum y así contribuir a construir la imagen del sencillo.
Daughtry anunció que la fecha de lanzamiento sería el 17 de septiembre de 2013, aunque no quedó claro si la pista estaría disponible para descargar ese día o si tendría su primera reproducción en la radio. El 16 de septiembre, la cuenta oficial de Twitter de Daughtry envió un tuit con la confirmación de que el sencillo estaría disponible el 17 de septiembre a las 12:01 a. m. (Hora del Este). La semana siguiente, el sencillo se distribuyó en las estaciones de radio populares para adultos contemporáneos y en la radio de éxito contemporánea.

## Video musical
Comenzaron a filmar el videoclip el 3 de octubre y concluyeron el mismo día. El video es protagonizado por Chris Daughtry, Thomas Dekker y Patrick Muldoon y fue dirigido por Shane Drake. Fue lanzado el 24 de octubre de 2013.
Presenta a Dekker como un sujeto de aspecto desaliñado en una gran ciudad donde él parece ser capaz de sentir cuándo está a punto de ocurrir un problema. Lo muestra salvando a varias personas, incluida una mujer a punto de ser atropellada por un ciclista, una mujer a la que le roban el bolso y un hombre suicida a punto de saltar de una repisa. Cada vez sus acciones son mal interpretadas y las víctimas se muestran ingratas y molestas, considerándolo incluso como delincuente. El sujeto parece estar entristecido y frustrado, pero sigue tratando de ayudar de todos modos.
El video incluye tomas de una chica siendo acosada y molestada por un grupo de adolescentes en un callejón y de Daughtry cantando en medio de sus acciones. El sujeto servicial de aspecto desaliñado luego de los sucesos anteriores se encuentra con la adolescente que está siendo acosada y amenazada, ahuyenta a los abusivos pero un transeúnte cercano (el bajista Josh Paul) llama a la policía al interpretar mal la escena. El sujeto servicial después de consolar a la chica, la regresa a casa con su agradecida madre. En ese momento llega la policía y trata de arrestarlo, la madre y la hija explican que él la salvó, entonces lo dejan ir. Cuando se gira para irse, claramente entristecido, la chica corre hacia él y le da un abrazo de agradecimiento. Feliz de nuevo y con una sonrisa en el rostro, el hombre se aleja.

## Recepción

### Crítica
La recepción crítica de la canción fue positiva tras su lanzamiento.
Blog de música POP! Goes The Charts señaló positivamente que, «con un sonido más electro-pop, "Superman" es pegadizo y fácil de identificar para el público femenino. Busquen el sencillo para llevar a la banda de regreso a las ondas de radio justo a tiempo para salvar el día».
El 18 de septiembre, Artistdirect.com publicó una reseña en la que elogiaban la voz y las habilidades para escribir canciones de Chris. Le dieron a la canción 4.5 de 5 estrellas, y concluyeron: «No hay necesidad de esperar más a Superman. Está aquí para salvar la música de nuevo con uno de los sencillos más pegadizos del año».

### Recepción comercial
El sencillo se abrió en el número 80 en el Reino Unido, el primer sencillo de la banda en el Top 100 del Reino Unido desde What About Now en 2009, y también es el segundo sencillo de Daughtry en las listas de éxitos más altos en ese país.
En los Estados Unidos, Waiting for Superman debutó en el número 70 en Hot 100 y vendió 53.000 descargas. También debutó en el puesto 25 y 26 en las listas Hot Digital Tracks y Hot Digital Songs de Billboard, respectivamente, así como en el puesto 93 en el Canadian Hot 100. El sencillo fue certificado Platino en 2013.

## Créditos y personal
- Composición de canciones : Chris Daughtry, Martin Johnson, Sam Hollander
- Producción : Daughtry, Martin Johnson, adicional de Kyle Moorman y Brandon Paddock
- Mezcla - Serban Ghenea
- Ingeniería - Kyle Moorman, Brandon Paddock

## Posiciones del gráfico

### Gráficos semanales
| Chart (2013–14)                          | Peak position |
| ---------------------------------------- | ------------- |
| Canadá (Canadian Hot 100)                | 93            |
| Canadá (Canadian Hot 100) AC airplay     | 32            |
| Canadá (Canadian Hot 100) HOT AC airplay | 47            |
| Reino Unido (Official Charts Company)    | 80            |
| Estados Unidos (Billboard Hot 100)       | 66            |
| Estados Unidos (Adult Contemporary)      | 15            |
| Estados Unidos (Adult Top 40)            | 11            |
| Estados Unidos (Mainstream Top 40)       | 40            |

### Gráficos de fin de año
| Gráfico (2014)                                      | Posición |
| --------------------------------------------------- | -------- |
| Contemporáneo para adultos de EE. UU. ( Cartelera ) | 45       |
| Canciones pop para adultos de EE. UU. ( Billboard ) | 41       |

## Certificaciones y ventas
| País                                                                 | Certificación | Ventas     |
| -------------------------------------------------------------------- | ------------- | ---------- |
| Estados Unidos                                                       | Platino       | 1,000,000x |
| x cifras no especificadas sobre base de la certificación por sí sola |               |            |

## Historial de versiones
| Región         | Fecha                    | Formato                                      | Etiqueta      |
| -------------- | ------------------------ | -------------------------------------------- | ------------- |
| Estados Unidos | 17 de septiembre de 2013 | Descarga digital, CD Sencillo                | Registros RCA |
| Estados Unidos | 26 de septiembre de 2013 | Airplay contemporáneo para adultos calientes | Registros RCA |
| Estados Unidos | 6 de enero de 2014       | Top 40 / Radio convencional                  | Registros RCA |